# 沃伊洛维察

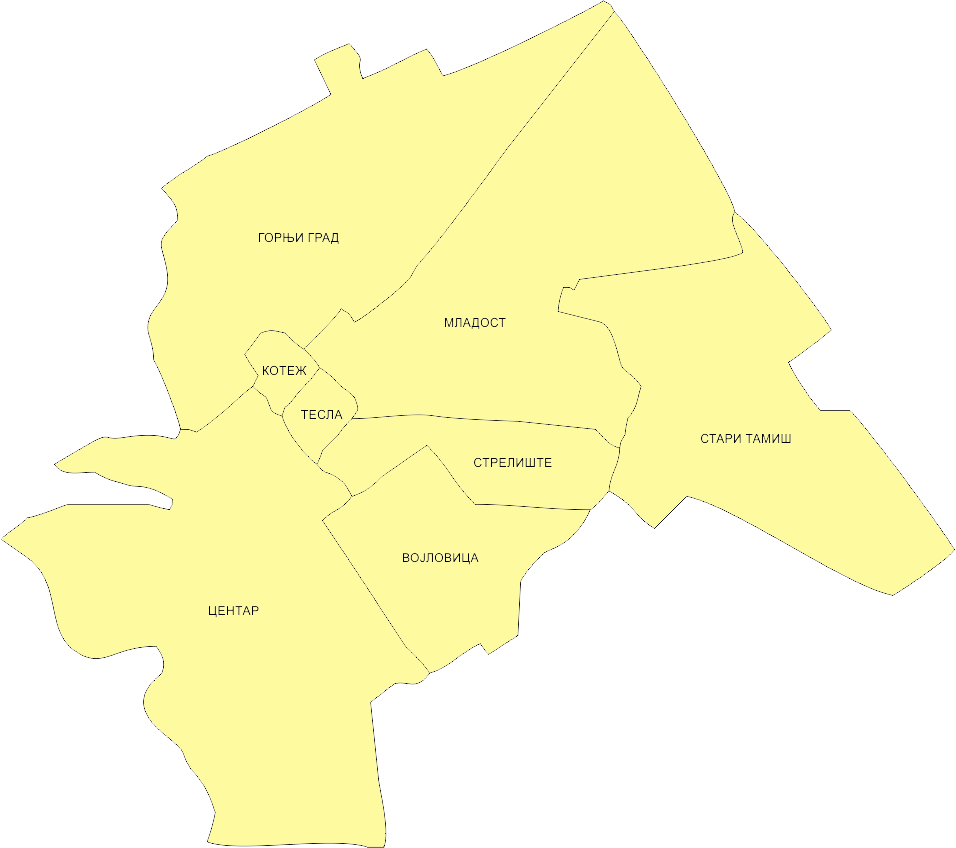
潘切沃当地社区

沃伊洛维察（塞尔维亚语拉丁字母： Vojlovica，塞尔维亚语西里尔字母:  Војловица，匈牙利语： Hertelendyfalva，德语： Wojlowitz ）是由潘切沃市直接管辖的城区，具有当地社区的地位。沃伊洛维察中心距潘切沃市中心 3.32 公里，位于北纬 44° 50' 46.9"、东经 20° 40' 05.95"。今天的人口主要由约 8,900 名塞尔维亚族、马扎尔族和斯洛伐克族居民构成。

## 名字的由来

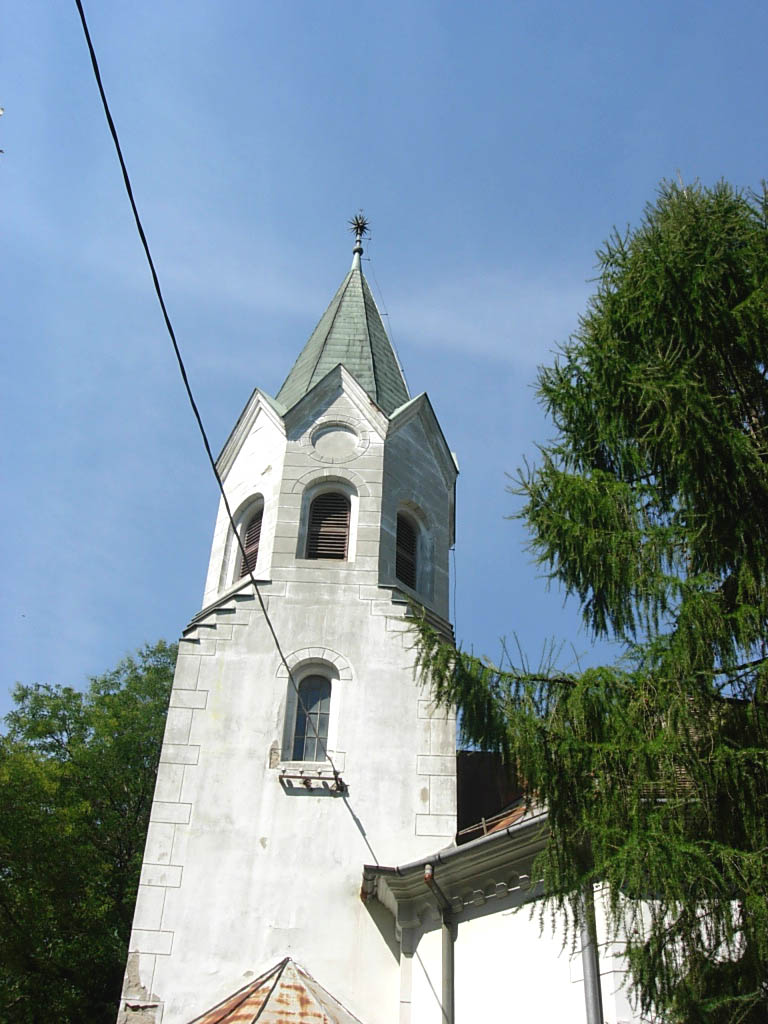
沃伊洛维察加尔文主义教堂

沃伊洛维察形成于 1883 年 7 月 21 日，以 Hertelendi （匈牙利语）命名，源于 Hertelendy József （匈牙利人）的名字。 1922 年更名为现名。它于 1922 年以沃伊洛维察东正教修道院（建于 1404 年）的名字命名，村子在树木繁茂的中心地带成立。

## 历史
1856 年至 1869 年间，哈布斯堡王朝开始了对多瑙河附近 154,790 英亩（ 626.4 平方公里）无人居住地区的殖民计划。该区域横跨三个城市；蒂泰尔市、潘切沃市和科温市。该地区被称为 Marienfeld（匈牙利语： Máriaföld ）。
他们建立了七个新的定居点：奥波沃（德语： Koenigsdorf ）、 Glogonj （德语： Gizelaheim ） 、 Belo Blato （德语： Elizenheim ）和 Knićanin （德语： Rudolfsgnad ）在蒂泰尔和潘切沃之间设立；在潘切沃和科温之间设立了 Marienfeld (Hertelendyfalva)、Ivanovo 和 Đorđevo。共有 8,638 名居民。这些居民有日耳曼人、匈牙利人、斯洛伐克人和保加利亚人。
然而， 1869 年、 1870 年、 1871 年和 1876 年的大洪水完全摧毁了当时的村子，因此居民们转移到了更安全的地方。 1883 年，Marienfeld 居民与来自 Andrašfalva (Maneuti) - 布科维纳的 200 个塞凯伊人家庭一起在位于潘切沃和斯塔尔切沃之间的沃伊洛维察森林定居下来，并建立了今天的沃伊洛维察。 
新成立的村庄居住着由匈牙利人、斯洛伐克人和日耳曼人三个不同民族组成的居民，每个民族都有一条街道。街道又宽又直又长，种满了桑树。
起初，人们靠夏天在多瑙河上修筑堤坝、冬天砍柴为生，当然还有从多瑙河偷来的一小块土地。国家通过协议，后来又从那里获得了新的土地。根据 1912 年的记录，潘切沃市区食用的大部分食物都来自沃伊洛维察，因此这也是村里的收入来源之一。
1902 年 9 月 24 日，沃伊洛维察的归正教堂也成立了，第一位牧师是 Tomka Karolj （马扎尔人）。在这座新成立的教堂中，保存着 1883 年从 Andrašfalva 带来的所有数据和教堂书籍。

## 沃伊洛维察第一批定居者的姓氏
Balog, Balint (匈牙利语： Bálint), Biro (匈牙利语： Biró), Bisak (匈牙利语： Biszák), Buta, Čeke (斯洛伐克语： Cseke), Ereš (匈牙利语： Erős), Farkaš (匈牙利语： Farkas), Feher (匈牙利语： Fehér), Gece (匈牙利语： Gecző), Đerfi (匈牙利语： Györfi), Kato, Katona, Kantor (匈牙利语： Kántor), Kelemen, Kemenj (匈牙利语： Kemény), Kerekeš (匈牙利语： Kerekes), Kiralj (匈牙利语： Király), Kiš (匈牙利语： Kiss), Kovač (匈牙利语： Kovács), Kuruc, Lečei (匈牙利语： Löcsei), Marton (匈牙利语： Márton), Mate (匈牙利语： Máté), Nađ (匈牙利语： Nagy), Nemet (匈牙利语： Német), Embeli (匈牙利语： Ömböli), Pap, Puškaš (匈牙利语： Puskás), Rac (匈牙利语： Rác), Sakač (匈牙利语： Szakács), Sekelj (匈牙利语： Székely), Varga.

## 文化
斯洛伐克人和匈牙利人的文化社区每年都会举办传统的年度节日，庆贺丰收。

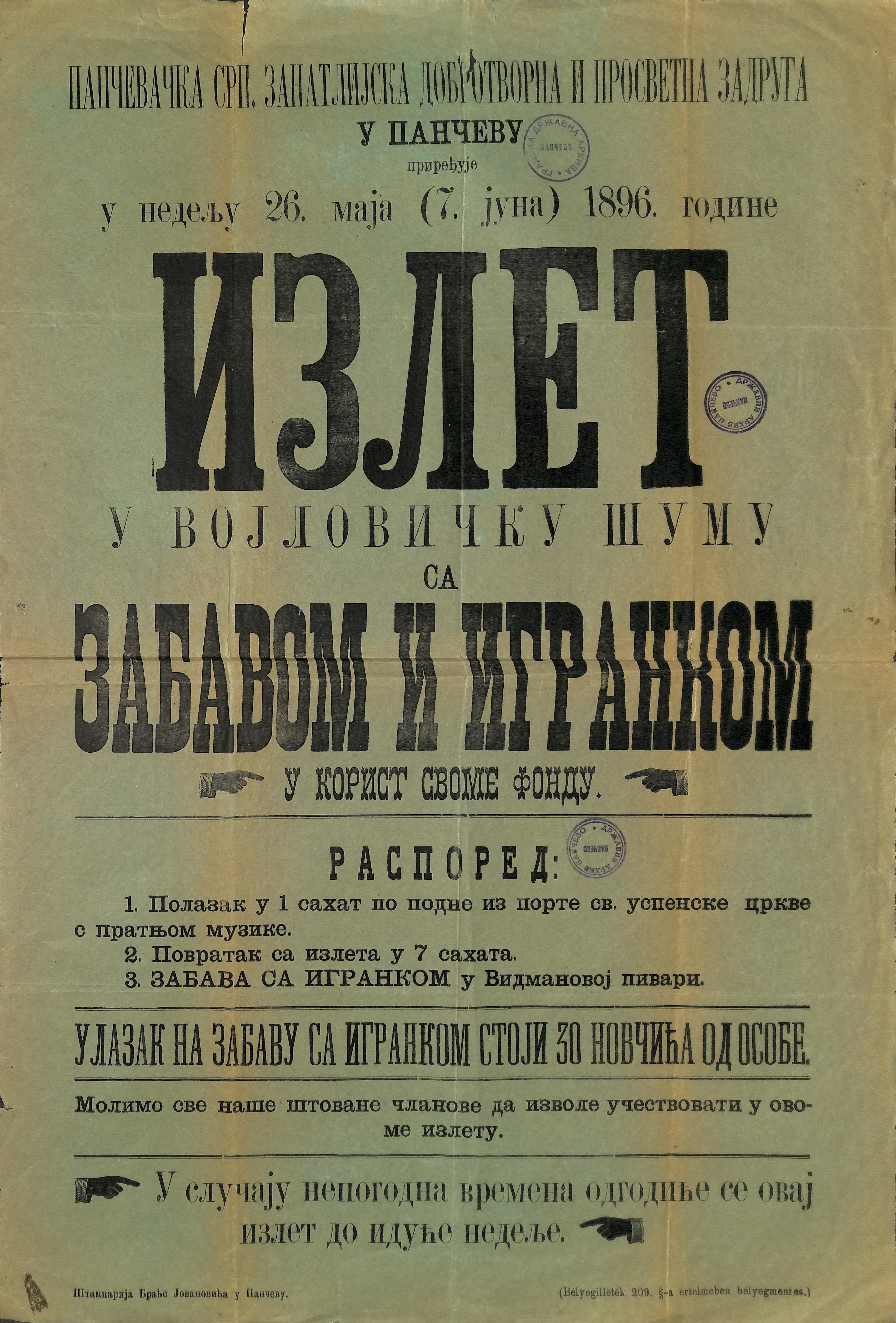
1896 年沃伊洛维察森林之旅的海报

该村的自豪是圣米歇尔节（匈牙利语： Szent Mihály Arkangyal ）。此节日在 9 月 29 日，但人们总是在该假期前的星期日庆祝。

### 教育
在 Šandora Petefija 路有一所小学，“ Osnovna škola "Bratstvo-jedinstvo" ”，其招收一年级至八年级学生。具体地址为“ Šandora Petefija 33-35, Pančevo 301929 ”。

### 运动
Grobljanska 路上有一个足球俱乐部，入口处是一个公园。具体地址为“ Ulica grobljanska 82, Pančevo 301919 ”。

## 交通
潘切沃市中心通过 6 路 [往沃伊洛维察方向： line 6, 往市中心方向： line 6B] 和 7 路 [往沃伊洛维察方向： line 7, 往市中心方向： line 7B] 公共交通汽车与沃伊洛维察连接，两条线路均经过 Autobuska Stanica Pančevo（潘切沃公共汽车站）。
环贝尔格莱德高速公路的最后一段—— C 段即将建设，高速公路的出口将在沃伊洛维察与斯塔尔切沃之间，届时居民也可通过沃伊洛维察经 C 段高速公路到达贝尔格莱德。

## 居民构成
1880 年至 1921 年间村庄各族人口的数量和比例 ：
| 民族/年    | 1880 年       | 1910 年         | 1921 年         |
| 匈牙利人   | 2 (0.55%)     | 1,226 (41.99%)  | 1,396 (44.53%)  |
| 南斯拉夫人 | --            | 16 (0.55%)      | 26 (0.83%)      |
| 日耳曼人   | 67 (18.56%)   | 684 (23.42%)    | 723 (23.06%)    |
| 其他1      | 292 (80.89%)  | 994 (34.04%)    | 990 (31.58%)    |
| 总共       | 361 (100.00%) | 2,920 (100.00%) | 3,135 (100.00%) |

1880 年至 1921 年间的教派人口数量和村庄比例：
| 宗教信仰/年  | 1880 年       | 1910 年         | 1921 年          |
| 罗马天主教徒 | 2 (0.55%)     | 278 (9.52%)     | 247 (7.88%)      |
| 希腊天主教徒 | --            | 2 (0.07%)       | 1 (0.03%)        |
| 希腊东正教徒 | --            | 15 (0.51%)      | 10 (0.32%)       |
| 传福音者     | 359 (99.45%)  | 1,617 (55.39%)  | 2,869 (91.51%) 2 |
| 改革者       | --            | 1,004 (34.38%)  | --               |
| 一神论者     | --            | 1 (0.03%)       | --               |
| 犹太教       | --            | 3 (0.10%)       | 8 (0.26%)        |
| 总共         | 361 (100.00%) | 2,920 (100.00%) | 3,135 (100.00%)  |

注释：
- 1 "其他" 项下主要是斯洛伐克人。
- 2 包含传福音者和改革者。

## 著名居民
- 尤莉娅·比萨克( 匈牙利语：Biszák Júlia ），民谣歌手
- 卡塔琳娜·卡尔玛洛娃（塞尔维亚语：Katarina Kalmar，斯洛伐克语：Katarína Kalmárová ）， 原创民歌艺术家[9]